# Raffaele Calabro

Wappen von Raffaele Calabro

Raffaele Calabro (* 10. Juli 1940 in Minervino di Lecce, Provinz Lecce, Italien; † 4. August 2017 in Andria) war ein italienischer Geistlicher und römisch-katholischer Bischof von Andria.

## Leben
Calabro empfing nach dem Studium der Katholischen Theologie und Philosophie am 15. März 1964 das Sakrament der Priesterweihe. 1968 trat er in den diplomatischen Dienst des Heiligen Stuhls ein und war von bis 1971 in der Apostolischen Nuntiatur in Brasilien, anschließend bis 1974 in Australien und von 1975 bis 1980 in der Bundesrepublik Deutschland tätig. Ab 1980 arbeitete er im Staatssekretariat des Heiligen Stuhls. Am  12. September 1973 wurde ihm von Papst Paul VI. der Ehrentitel Kaplan Seiner Heiligkeit verliehen; Papst Johannes Paul II. verlieh ihm am 14. September 1985 den Ehrentitel Ehrenprälat Seiner Heiligkeit.
Papst Johannes Paul II. ernannte ihn am 19. November 1988 zum Bischof von Andria und spendete ihm am 6. Januar 1989 im Petersdom die Bischofsweihe; Mitkonsekratoren waren die Kurienerzbischöfe Edward Idris Cassidy und José Tomás Sánchez. Am 29. Januar desselben Jahres fand dann die feierliche Amtseinführung und Inthronisation in der Kathedrale von Andria statt.
Am 29. Januar 2016 nahm Papst Franziskus seinen altersbedingten Rücktritt an.
Er war Prior der Komturei Andria des Ritterordens vom Heiligen Grab zu Jerusalem.